# Brienne Minor
Brienne Minor (* 25. November 1997) ist eine US-amerikanische Tennisspielerin.

## Karriere
Brienne Minor spielt ab 2016  Turniere auf der ITF Women’s World Tennis Tour, wo sie bislang einen Titel im Doppel gewinnen konnte.
Durch den Gewinn der NCAA Division I Tennis Championships im Mai 2017 bekam sie eine Wildcard für die Hauptrunde im Dameneinzel der US Open 2017. Sie scheiterte aber bereits in ihrem Erstrundenmatch an der Tunesierin Ons Jabeur mit 1:6 und 5:7.

## Turniersiege

### Doppel
| Nr. | Datum         | Turnier  | Kategorie | Belag     | Partnerin     | Finalgegnerinnen              | Ergebnis |
| --- | ------------- | -------- | --------- | --------- | ------------- | ----------------------------- | -------- |
| 1.  | 16. Juli 2022 | Lakewood | ITF W15   | Hartplatz | Makenna Jones | Taylor Cataldi Isabella Chhiv | 6:4, 6:0 |